# This Is Love (canción de PJ Harvey)
«This Is Love» —en españolː Esto es amor— es una canción de la cantante y compositora inglesa PJ Harvey, perteneciente a su quinto álbum de estudio Stories from the City, Stories from the Sea, siendo publicada como el tercer y último sencillo de dicho trabajo el 8 de octubre de 2001 bajo el título «This Is Love / You Said Something». Aunque fue editado en vinilo de 7" y en sencillo en CD, solo en este último formato aparecería «You Said Something».
«This Is Love» alcanzó el puesto número 41 de la lista de sencillos del Reino Unido y contó con un vídeo musical dirigido por Sophie Muller. En 2002 la canción recibió una nominación a los Premios Grammy en la categoría «Mejor interpretación vocal rock femenina».

## Recepción de la crítica
Los comentarios por parte de diversos medios para la canción fueron, al igual que para con el álbum, positivos. John Mulvey de NME llamó a «This Is Love» «el rugido que representa el clímax sexual del álbum»;  Heather Phares de AllMusic escribió en su reseña que «es una sexy y estridente canción de punk-blues», Natalie Nichols de Los Angeles Times la señaló como «una temible canción que expresa claramente las intenciones de Harvey». Alfredo Lwein de Rockaxis la llamó «una canción de estética punk, obstinada como los momentos tan recordados de To Bring You My Love» y el sitio Hipersónica afirmó que «podría ser el mejor himno de la mujer sexy y madura de nuestros tiempos». Otro de los elogios vino por parte de Christian David Hoard, uno de los autores de The Rolling Stone Album Guide. Hoard escribió acerca de «This Is Love» que es «bombástico y asombrosamente obsceno, posiblemente su mejor canción de todos los tiempos». Christian Hoard de Rolling Stone escribió que era la mejor canción de su mejor álbum.
Una de los comentarios negativos provino de Spence Owen de Pitchfork, escribiendo en su reseña que «Harvey apenas se explaya sobre el título ya mundano de dicha pista».

## Vídeo musical
El video musical de la canción fue dirigido por Sophie Muller, quien también colaboró con Harvey en las filmaciones de los dos anteriores sencillos del álbum, «Good Fortune» y «A Place Called Home». El vídeo muestra a Harvey en una escenografía de fondo de color blanco, vestida de un traje del mismo color con mangas, flecos y lápiz labial rojo, interpretando la canción con una guitarra Fender Telecaster en un estudio.

## Lista de canciones
Todos los temas han sido escritos por PJ Harvey.
| Sencillo en CD del Reino Unido 1. «This Is Love» – 3:48 2. «You Said Something» – 3:23 3. «A Place Called Home» (Taken From Lamacq Live) – 3:41 Sencillo en CD en Australia, Asia y Reino Unido 1. «This Is Love» – 3:48 2. «You Said Something» – 3:23 | Vinilo de 7" Lado A 1. «This Is Love» – 3:44 Lado B 1. «Angelene» (Taken From Lamacq Live) – 3:46 VHS promocional estadounidense 1. «This Is Love» |

## Posicionamiento en las listas
| País        | Lista            | Posición | Ref.  |
| ----------- | ---------------- | -------- | ----- |
| Reino Unido | UK Singles Chart | 41       | [ 4 ] |

## Créditos
Todos los créditos se han adaptado a partir de las notas Stories from the City, Stories from the Sea y de «This Is Love / You Said Something»
Músicos
- PJ Harvey - voz, guitarra, teclados, ingeniero de sonido.
- Rob Ellis - batería, pandereta, productor.
- Mick Harvey - bajo, teclados, productor.

Técnicos
- Sam Cunningham - productor, mezcla en «A Place Called Home (Taken From Lamacq Live)» y «Angelene (Taken From Lamacq Live)».
- Victor Van Vugt – ingeniero de sonido, mezcla.
- Howie Weinberg - masterización.

Diseño
- Maria Mochnacz - diseño, fotografía.
- Rob Crane - diseño.